# Valvola aortica
La valvola semilunare aortica o valvola aortica (diametro di 20 mm) permette il flusso sanguigno dal cuore verso il sistema circolatorio.
L'orifizio aortico è posto antero-medialmente rispetto all'orifizio atrioventricolare, si trova sullo stesso piano orizzontale e collega l'aorta al ventricolo sinistro, la valvola ha una struttura a nido di rondine. Come l'orifizio polmonare è provvisto di lembi valvolari semilunari, che con la parte convessa corrispondono al ventricolo, mentre la parte concava guarda la parete del vaso: seni aortici (chiamati anche seni di Valsalva) delimitano le piccole sacche formate dalle cuspidi della valvola (da qui originano le arterie coronarie).
Ogni lembo valvolare costituisce una valvola e la loro posizione sfalsata assicura la chiusura del vaso impedendo il rigurgito del sangue nel ventricolo. Hanno una caratteristica forma a semiluna, da cui deriva il nome.
I tre lembi hanno un ispessimento fibroso, detto nodulo di Aranzio, che, a valvola chiusa, rende più completa la sua chiusura.
Il focolaio di auscultazione corrisponde al II spazio intercostale destro in vicinanza dello sterno.

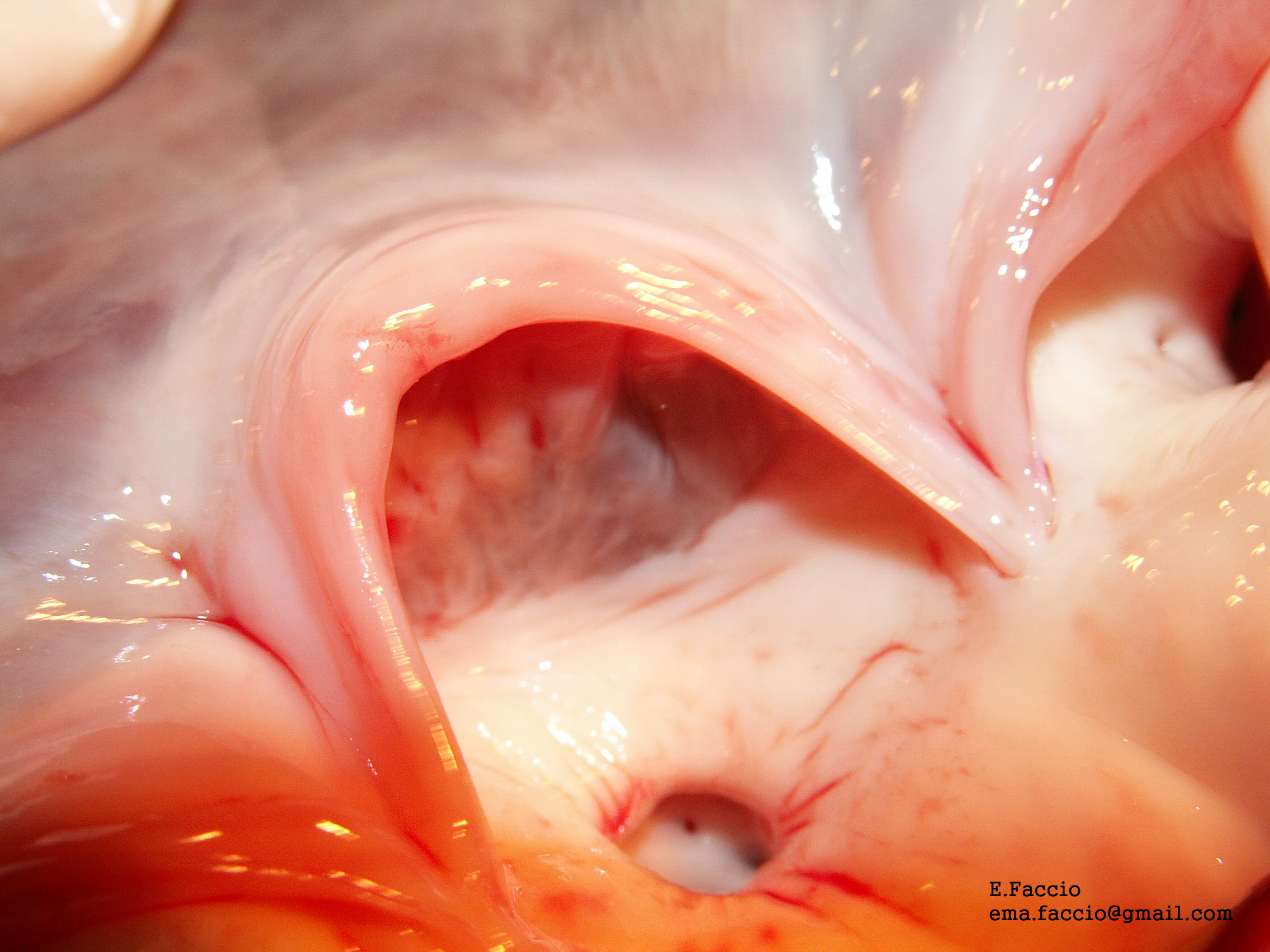
Valvole semilunari
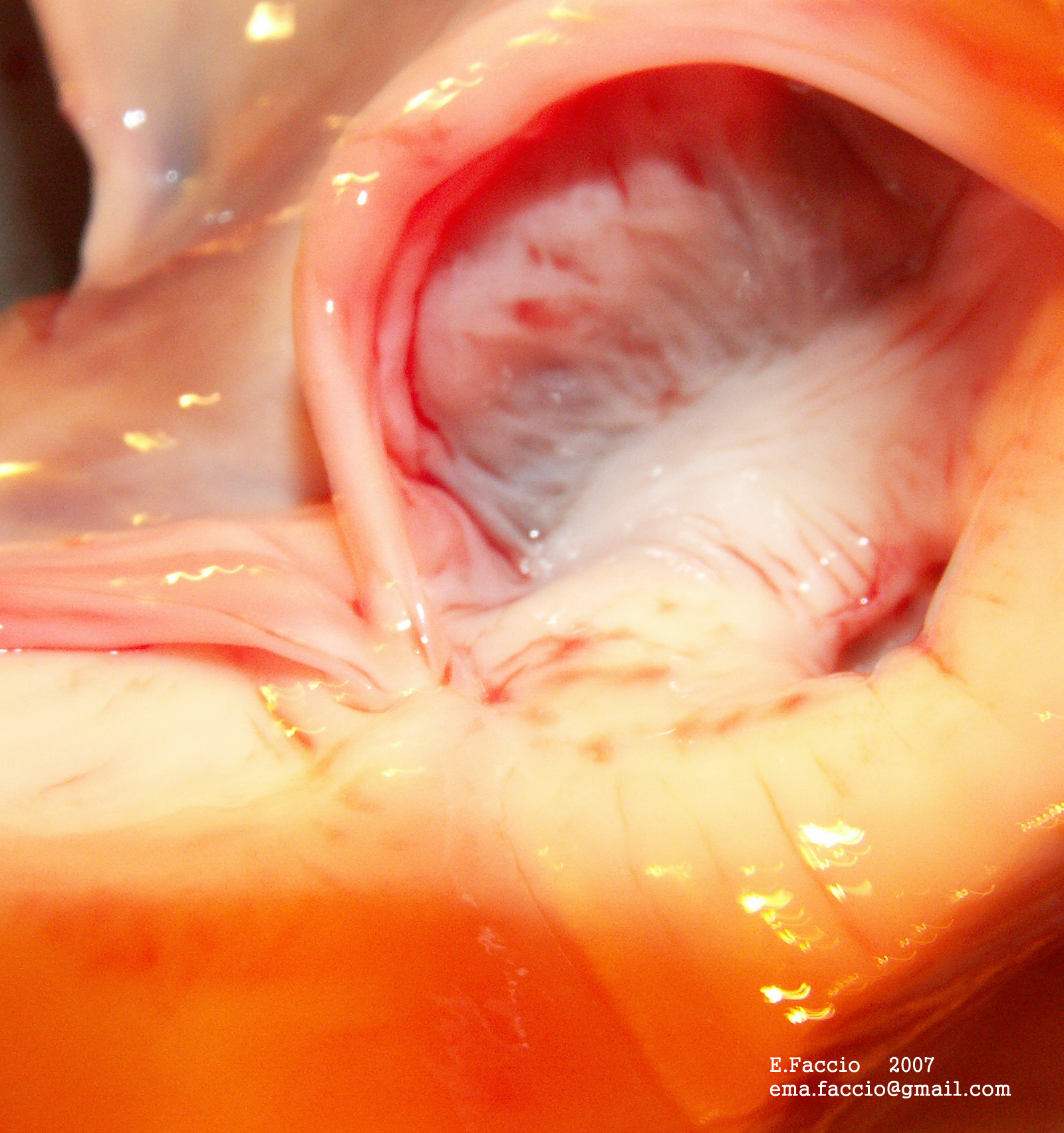
Valvola semilunare
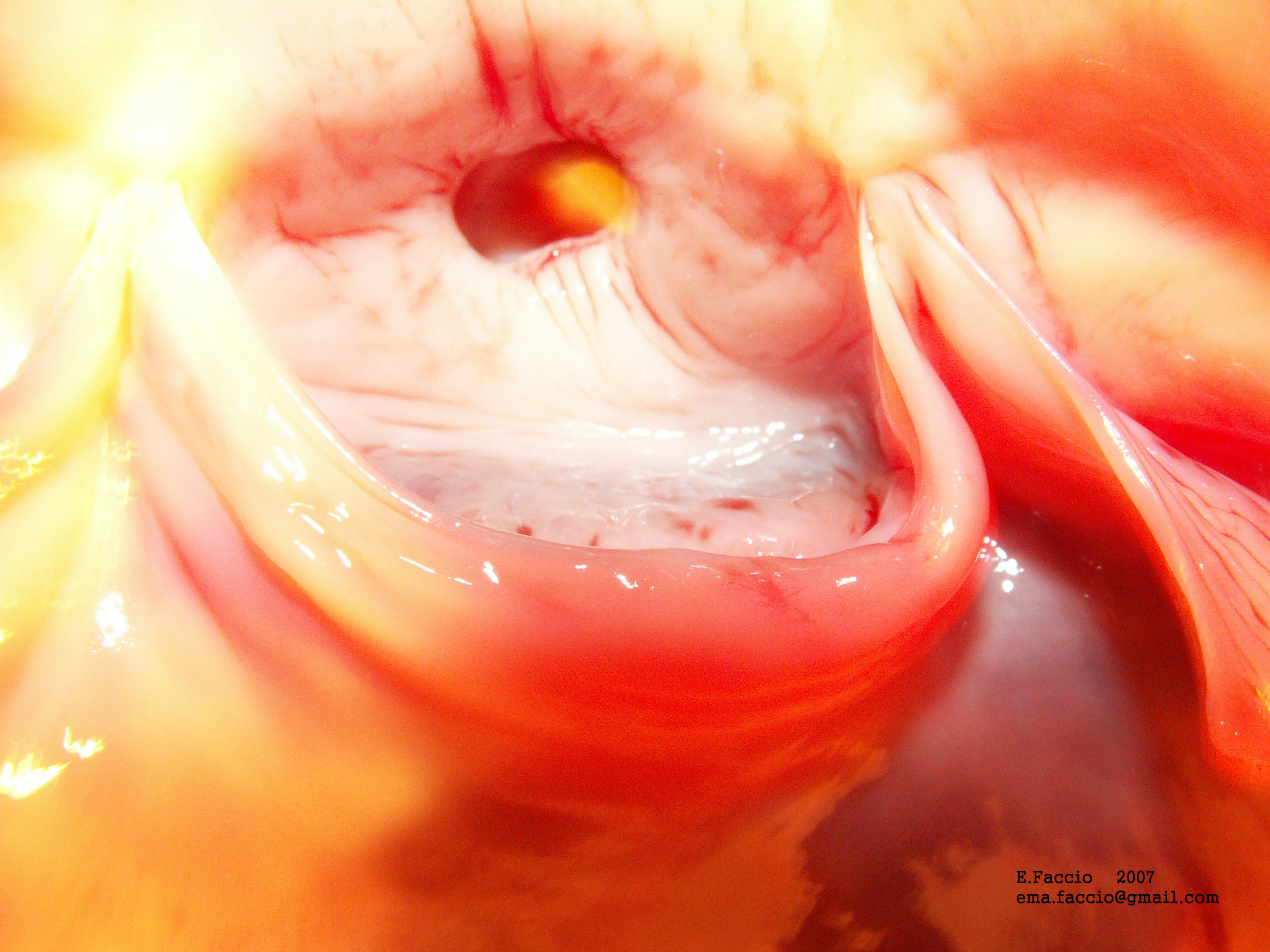
Valvola semilunare (v. anteriore)
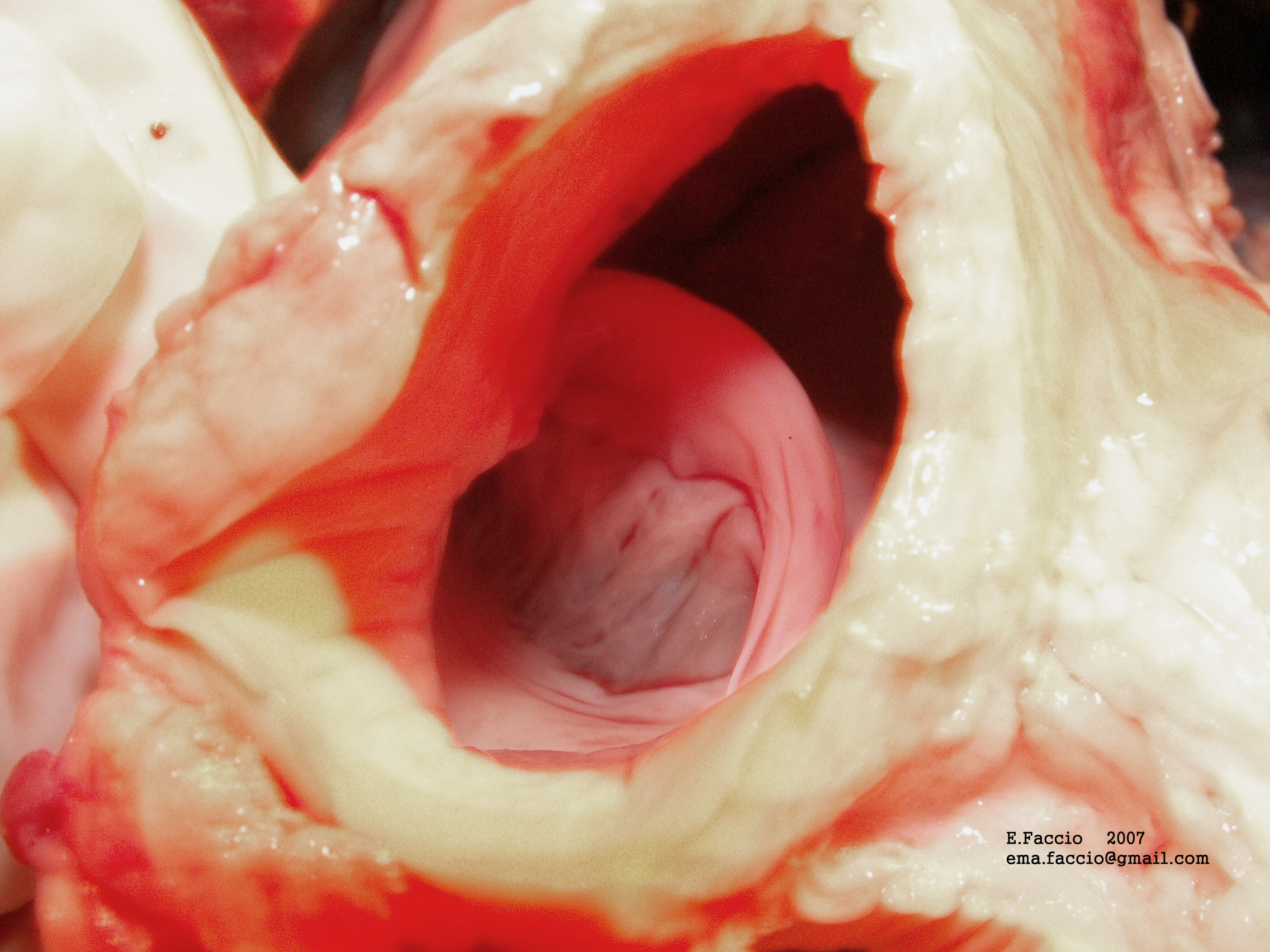
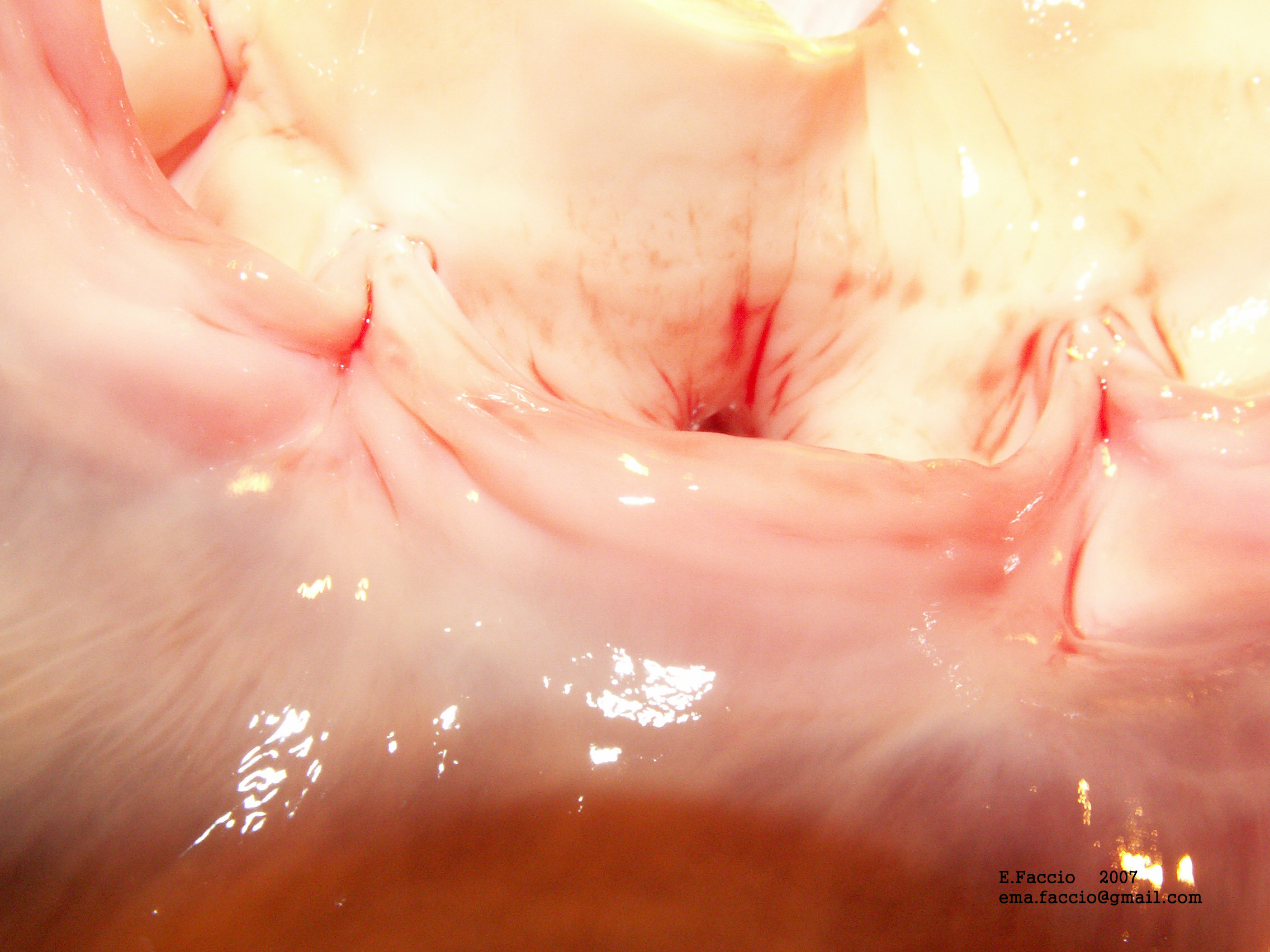